# Inslag (textiel)

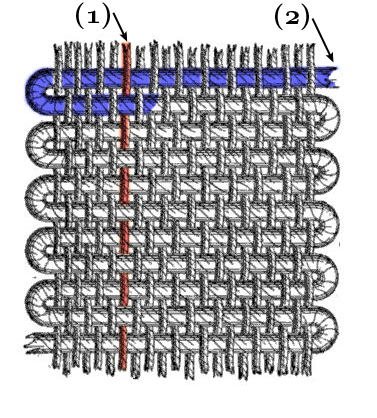
De blauwe draad (2) is de inslag, de rode draad (1) is de schering

Een in een 2:2 tweed ingeweven pied-de-poule

De inslag  is het garen op een weefgetouw dat haaks tussen de schering wordt aangebracht om een doek te maken.  
Oorspronkelijk werden voor het inslaggaren, dat minder trekkracht nodig heeft dan de schering, garens gebruikt die van wol, vlas of katoen gemaakt waren. Tegenwoordig worden veelal kunststofvezels zoals nylon en rayon gebruikt.
Het inslaggaren wordt met behulp van een werp- of schietspoel tussen de schering geschoten, het is hierbij mogelijk verschillende bindingen te maken. Door verschillend gekleurde garens voor de inslag te gebruiken, kunnen allerlei patronen worden gemaakt.  